# Шомаж
Шомаж — страхування фінансових збитків, пов'язаних з припиненням виробництва або комерційної діяльності з причин, пов'язаних зі стихійними лихами та іншими страховим випадком; страхування на випадок безробіття.

## Походження терміна
Шомаж (фр. chômage — бездіяльність). Поняття «шомаж» відповідає англійському «business interruption» та німецькому «betrieb — sunterbrechung» — «перерва у веденні бізнесу, виробництва». За смисловим значенням у страховій термінології трактується як відсутність роботи (перерва у роботі) або як відшкодування збитків, пов'язаних з перервою у виробництві і комерційної діяльності.

## Застосування
Поняття «шомаж» застосовується, як правило, до страхування збитків від зупинення виробництва та комерційної діяльності у зв'язку з пошкодження та знищення будинків (приміщень) і майна яке знаходиться у ньому в результаті пожежі та інших небезпек, тобто пов'язані зі страхуванням майна від вогню та іншої небезпеки. Такі види збитків, пов'язані з перервою у виробництві і комерційної діяльності, як збитки у зв'язку із затримкою у доставці вантажу, цим страховим терміном у практиці страхового ринку, як правило, не позначають. У зарубіжній практиці страхування майна від вогню та інших небезпек і страхування шомаж, пов'язані з вогневими ризиками, зазвичай оформляють видачею одного страхового полісу. У практиці страхового ринку Франції (звідки і відбувається поняття «шомаж»), цей термін застосовується при страхування вогню і супутніх ризиків надзвичайно рідко. однак останнім часом помічено розширене поняття шомаж на страхування вантажів, коли ідеться порушення термінів поставки матеріалів та обладнання, є частиною основного виробництва, тобто коли постачальники не забезпечують роботу підприємства «з коліс» (за методом «Just-in-time» — «Термін-в-термін»).